# Slavonski Šamac
Slavonski Šamac falu és község Horvátország Bród-Szávamente megyéjében. Közigazgatásilag Kruševica tartozik hozzá.

## Fekvése
Bródtól légvonalban 39, közúton 46 km-re keletre, Szlavónia délkeleti részén, az országot Bosznia-Hercegovinától elválasztó Száva bal partján, a boszniai Šamac (Bosanski Šamac) városával szemben fekszik. A településen áthalad a Szlavóniát Horvátország déli területeivel illetve Bosznia-Hercegovinával és Magyarországgal összekötő E73-as (horvát 57-es) főút és vasútvonal is. Közúti és vasúti határátkelő van itt Bosznia-Hercegovina felé.

## Története
A régészeti leletek tanúsága szerint a község területe már az őskortól fogva sűrűn lakott volt. A lelőhelyek közül három már régóta ismert volt: A „Luka – Sprudište” lelőhelyen ókori és középkori leleteket találtak, a „Kostroman” lelőhely a történelem előtti idők óta a római koron át a középkorig használt erődítmény maradványait rejti, míg a „Njivice” lelőhelyen a középkori leletek mellett az újkőkorszaki Sopot kultúra településének maradványait találták meg. A 2004 őszén végzett régészeti terepbejárás során 24 újabb, eddig feltáratlan lelőhelyet azonosítottak, melyek közül legkevesebb 6 történelem előtti település maradványa, de több helyen római kori és középkori maradványokat, főként cseréptöredékeket is azonosítottak.
Kosztromán várkastélya a Babina Gredáról Savonski Šamacra menő úthoz közel, a Dubočica-patak kanyarulatában állt. Ezt a helyet, mely Kruševica határához tartozik ma is Gradinának nevezik, mely általában várhelyet jelöl. A régészeti kutatások alapján a várkastély elődje egy történelem előtti erődített hely volt, melyre a rómaiak castellumot építettek. Kosztromán a 13. században a johannita lovagrend birtoka volt, akik a római castellum alapjain felépítették várukat és mellette Szent Dénesnek szentelt templomukat. Az 1227-es kanonoki vizitáció alkalmával János püspököt a johanniták igen jó vendéglátásban és ajándékokban részesítették. Ez alkalommal leírja a várat is, mely szerint a Szávától északnyugatra található Kosztromán várkastélya, égetett téglákból építették fel, körbe vízzel volt övezve. Van egy láncos hídja is. Erős falakkal volt kerítve és volt két tornya is. A várudvar közepén volt egy mély kút, nagyon jó és hideg vízzel. A várkastély egyszintes volt. Az étkezde és a fegyvertár mellett, még húsz helyisége volt, a fegyvertárban elrendezve voltak a kardok, a kopják és a pajzsok. A tatárok 1241-ben a lovagokat leverve kifosztották és felégették. A tatárjárás után újjáépítették és 1250-ben Olivér szerémi püspök látta el pazar felszereléssel. Később a Garaiak birtoka volt. 1506-ban „Kozthormanzenthdyenes” néven említik. A várkastélyt 1536-ban harc nélkül adták fel, majd a törökök néhány évig katonaságot tartottak benne. Ezt követően az összes erődöt megsemmisítették a Száva folyó mentén. A régi térképeket nézve úgy tűnik, hogy több részből, legalább három részből állt: a belső várból, a külső várból és a fellegvárból, amelyeket még árkok és falak erősítettek. Valószínűleg volt egy híd is az erőd körüli patak felett. Érdekes a patak északi oldalán látható téglalap alaprajzú építmény, amely egy római castellum maradványa lehet. Ma is látható az az árok, amely az erődöt a szárazföld többi részétől elvászatja, mely így vizivárrá válik. A régi térképek szerint a keleti oldalon kettős árok volt. A 18. század folyamán az erőd védelmi funkciókat már nem töltött be és lazaretként, illetve határmenti karanténként szolgált.
A török uralom idején Mihaljevica (1570: Miichalonecz, 1663: Michalowatz, Nicholowatz), Vrbica (1506: Verbicza, 1571: Viribica) és Kisszabács (1556: Kyffabacz, 1570: Kifabatz, 1663: Kissabac) falvak voltak a község területén. Mihaljevica egy része a Száva jobb partjára is kiterjedt. A mai falu tulajdonképpen ennek a korábban Mihajlevica nevet viselő településnek a helyén jött létre, amelyet – a horvát katonai határőrvidék részeként – a török hadaknak a Száván keresztül Szlavóniába való átkelésének megakadályozására sáncokkal megerősítettek. A települést először a védelmi árkokat ásató Lukács császári kapitány után „Lukačev Šanac”nak („Lukács sánca/árka”) nevezték el, majd később már csak „Šamac”ként említették. (A „Slavonski” („szlavóniai”) előtagot a Jugoszláv Királyság idejében, 1930 körül kapta, hogy a szomszédos Bosanski Šamactól megkülönböztessék.)
Az akkori Lukačev Šanac 1710-től plébánia székhelye volt, melyhez a szomszédos Kruševica, Šabac, Babina Greda, valamint a részben horvátok lakta Štitar települések is hozzá tartoztak. Az 1730-as egyházi vizitáció jelentése szerint 60 ház és egy romos Szent Péter Pál fatemplom állt a településen, de nem sokkal később új templomot építettek. 1746-ban 49 háza, 1756-ban 45 háza volt. Az 1760-as jelentés szerint a faluban 47 ház volt, ahol 58 család és 297 katolikus lakos élt. A katonai közigazgatás megszervezése után a bródi határőrezredhez tartozott. A šamaci plébánia 1789-ig állt fenn, amikor székhelyét Babina Gredára helyezték át, ahova már 1785-ben átköltözött az akkori plébános Ivan Lipljanić. Abban az időben két szakrális építmény állt a településen: A Szent Péter Pál plébániatemplom és a plébánia udvarán álló Nepomuki Szent János kápolna. A falu temetője a plébániatemplom körül feküdt. A helyiek a templomtól jobbra, a kruševicaiak a templom mögé, a sikirevaciak a templomtól balra temetkeztek.
Az első katonai felmérés térképén „Samacz” néven található. Lipszky János 1808-ban Budán kiadott repertóriumában „Samacz” néven szerepel. Nagy Lajos 1829-ben kiadott művében „Samacz” néven 86 házzal, 448 katolikus és 4 ortodox vallású lakossal találjuk. A katonai közigazgatás megszüntetése után 1871-ben Szerém vármegyéhez csatolták.
A településnek 1857-ben 457, 1910-ben 755 lakosa volt. Szerém vármegye Zsupanjai járásának része volt. Az 1910-es népszámlálás adatai szerint lakosságának 91%-a horvát anyanyelvű volt. Az első világháború után 1918-ban az új szerb-horvát-szlovén állam, majd később (1929-ben) Jugoszlávia része lett. 1991-től a független Horvátországhoz tartozik. 1991-ben lakosságának 88%-a horvát nemzetiségű volt. 2011-ben a településnek 996, községnek összesen 2169 lakosa volt.

## Lakossága
| Lakosság változása | Lakosság változása | Lakosság változása | Lakosság változása | Lakosság változása | Lakosság változása | Lakosság változása | Lakosság változása | Lakosság változása | Lakosság változása | Lakosság változása | Lakosság változása | Lakosság változása | Lakosság változása | Lakosság változása | Lakosság változása |
| ------------------ | ------------------ | ------------------ | ------------------ | ------------------ | ------------------ | ------------------ | ------------------ | ------------------ | ------------------ | ------------------ | ------------------ | ------------------ | ------------------ | ------------------ | ------------------ |
| 1857               | 1869               | 1880               | 1890               | 1900               | 1910               | 1921               | 1931               | 1948               | 1953               | 1961               | 1971               | 1981               | 1991               | 2001               | 2011               |
| 457                | 491                | 618                | 730                | 773                | 755                | 719                | 777                | 826                | 1.603              | 1.343              | 1.446              | 1.440              | 1.295              | 1.256              | 996                |

## Gazdaság
Slavonski Šamac község önkormányzata ipari övezetet létesít a Topolje nevű helyen, közvetlenül a tervezett elkerülőút mellett. Az ipari övezetben található két út közül az első már megépült, a második pedig építés alatt áll. Az önkormányzati vezetés erőfeszítéseket tesz az község gazdasági fejlődésének elősegítésére. Ezzel összefüggésben kidolgozás alatt áll a Topoljei-tó területrendezésének előzetes projektje.

## Nevezetességei
Szent Péter és Pál apostolok tiszteletére szentelt római katolikus templomát 1847 és 1849 között építették, felszentelése 1852-ben történt. A templom egyhajós épület félköríves apszissal és a homlokzaton álló harangtoronnyal, mely egyszerű, piramis alakú toronysisakkal van lefedve. A falak és a boltívek téglából épültek, a tetőt hódfarkú cserép borítja. A homlokzatot koszorúk és pilaszterek tagolják, melyek klasszicista formát kölcsönöznek a számára. A gazdagon kifestett mennyezetet 2011-ben restaurálták.
A Vladimir Nazor utcában áll a Keresztelő Szent János kápolna, melyet 1866-ban építettek a korábbi fakápolna helyett. A régi kápolna az egykori plébániaház mellett, a mai Suratlić-ház helyén állt.
A temetőben áll az Ávilai Szent Teréznek szentelt fogadalmi kápolna, melyet a 19. század végén a Novalić család építtetett.
Építészetileg különösen értékes a Gračan család szecessziós stílusú háza a maga gazdagon díszített homlokzatával és falfestményeivel. A ház a 20. század elején épült és kulturális védelem alatt áll.

## Kultúra
A község első kulturális egyesületét még 1885-ben alapították Šamac önkéntes színtársulat néven. Később tevékenységét a horvát olvasókör vette át. A mai KUD „Tamburica” kulturális és művészeti egyesületet 1975-ben alapították. 2008-ban az eredeti néven újraalapították a Šamac önkéntes színtársulatot felelevenítve a helyi hagyományokat. A társulat minden év májusában Franjo Vuksanović-Plemić egykori házában művészeti szemlét rendez.

## Oktatás
Šamac első iskolája Mária Terézia idejében, 1764. december 12-én nyílt meg. Az iskolának otthont adó épület ma is áll. A második iskolaépületet a helyi kultúrházzal egy időben építették, de az intézmény később többször költözött. Az önkormányzat mai épülete is iskola volt egykor. A mai „Josip Kozarac” általános iskola Kruševicán működik és a šamaci tanulók is ide járnak.

## Sport
Az NK Graničar („Határőr”) nevet viselő labdarúgócsapat 1912-ben alakult, és Horvátország legrégibb klubjai közé tartozik.

## Egyesületek
A község önkéntes tűzoltóegyletét 1929-ban alapították.

## Híres emberek
1693. június 9-én Šamacon a törökök a hitük iránti gyűlöletből három boszniai ferences atyát gyilkoltak meg. A három szerzetest, olovoi Ágostont és Miklóst, valamint Grgur Jakšićot šamaci vértanúknak is nevezik.

## Fordítás
- Ez a szócikk részben vagy egészben  a   Slavonski Šamac című horvát Wikipédia-szócikk fordításán alapul.  Az eredeti cikk szerkesztőit annak laptörténete sorolja fel. Ez a jelzés csupán a megfogalmazás eredetét és a szerzői jogokat jelzi, nem szolgál a cikkben szereplő információk forrásmegjelöléseként.